# Anna-Maja Henriksson
Anna-Maja Kristina Henriksson, nata Forss (Jakobstad, 7 gennaio 1964), è una politica finlandese Europarlamentare per il suo paese nella X legislatura e già leader del Partito Popolare Svedese di Finlandia tra il 2016 e il 2024, Ministro dell'istruzione tra il 2023 e il 2024 e Ministro della giustizia tra il 2011 e il 2015 e tra il 2019 e il 2023.

## Carriera
È stata ministra della giustizia finlandese, prima nel gabinetto di Jyrki Katainen dal 2011 al 2014 e nel gabinetto di Alexander Stubb dal 2014 al 2015, poi nel gabinetto di Antti Rinne da giugno 2019 e dl dicembre 2019 in quello successivo di Sanna Marin, fino al 2023. Dal 2007 fa parte del Parlamento finlandese, vicepresidente del Partito Popolare Svedese di Finlandia dal 2010 al 2016 e presidente del gruppo parlamentare svedese tra il 2015 e 2016.
Il 12 giugno 2016 Henriksson è stata eletta leader del Partito popolare svedese finlandese diventando la prima leader donna del partito.